# Wesley Coe
Wesley Coe, właśc. William Wesley Coe, Jr. (ur. 8 maja 1879 w Bostonie, zm. 24 grudnia 1926 w Bozeman) – amerykański lekkoatleta, specjalista pchnięcia kulą, wicemistrz olimpijski z 1904.
Coe, chociaż był Amerykaninem, wiele czasu spędzał w Wielkiej Brytanii. W 1901 rozpoczął studia na Uniwersytecie Oksfordzkim. W 1901 i 1902 został mistrzem Wielkiej Brytanii (AAA) w pchnięciu kulą.
Na igrzyskach olimpijskich w 1904 w Saint Louis Coe wywalczył srebrny medal w pchnięciu kulą, za swym rodakiem Ralphem Rose, a przed innym Amerykaninem Lawrence’em Feuerbachem. Na kolejnych igrzyskach olimpijskich w 1908 w Londynie zajął w tej konkurencji 4. miejsce. Był również piąty w konkurencji przeciągania liny.
Coe był mistrzem Stanów Zjednoczonych (AAU) w pchnięciu kulą w 1905 i 1906.
Jego rekord życiowy w pchnięciu kulą wynosił 15,09 m i pochodził z 1905. Coe zmarł w 1926 na chłoniaka Hodgkina.